# Krajanka
Krajanka (lat. Corrigiola), biljni rod iz porodice klinčićevki rašireni po Europi, uključujući Sredozemlju, dijelovima Afrike, Madagaskara, Južne Amerike (Ande) i Azije (Libanon, Izrael).
U Hrvatskoj je poznata jedna vrsta, obalna krajanka ili C. litoralis.

## Vrste
1. Corrigiola andina Planch. & Triana
2. Corrigiola capensis Willd.
3. Corrigiola crassifolia Chaudhri
4. Corrigiola drymarioides Baker f.
5. Corrigiola litoralis L.
6. Corrigiola madagascariensis (Baker) H.Perrier
7. Corrigiola palaestina Chaudhri
8. Corrigiola paniculata Peter
9. Corrigiola propinqua Gay
10. Corrigiola squamosa Hook. & Arn.
11. Corrigiola telephiifolia Pourr.
12. Corrigiola vulcanica Ikonn., privremeno prihvaćen naziv